# العلاقات بين الفلبين وتايلاند
تشير العلاقات بين الفلبين وتايلاند إلى العلاقات الثنائية بين جمهورية الفلبين ومملكة تايلاند. أقامت الفلبين علاقات دبلوماسية رسمية مع تايلاند في 14 يونيو عام 1949. توصف العلاقات بين الدولتين بأنها هادئة وودية. تعد تايلاند أحد الشركاء التجاريين الرئيسيين للفلبين، وأحد مصادر الأرز للفلبين من خلال الصادرات التايلاندية. يستمر تعزيز العلاقات الثنائية من خلال المحادثات والاتفاقيات حول المسائل الاقتصادية والأمنية والثقافية بما في ذلك المخاوف بشأن تجارة الأرز، ومكافحة المخدرات والاتجار بالبشر. تملك تايلاند سفارة في مانيلا، وتملك الفلبين سفارة في بانكوك.

## الاتفاقية الموقعة
وُقِّعت معاهدة الصداقة بين البلدين في عام 1949. ما تزال العلاقات الثنائية والتجارية بين البلدين تتسم بالانسجام والديناميكية والدفء؛ وتحسنت عندما أصبحا عضوين مؤسسين في حلف جنوب وشرق آسيا في عام 1954 ورابطة أمم جنوب شرق آسيا في عام 1967. وُقِّعت منذ ذلك الحين العديد من الاتفاقيات الثنائية في مجالات الدفاع، والاستثمار، والبيئة، والسياحة، والخدمات الجوية، والتبادلات العلمية، والتقنية، والزراعية، والاتصالات. وقعت تايلاند والفلبين ثلاث اتفاقيات حول الضرائب والطاقة والتعاون التجاري خلال زيارة وفد تايلاندي رفيع المستوى إلى الفلبين في عام 2013؛ وكانت ستوقَّع إحدى هذه الاتفاقيات بين وزارتي التعليم في البلدين لتبادل معلمي اللغة الإنجليزية من أجل تحسين الكفاءة اللغوية للشعب التايلاندي. وُقِّعت في عام 2015 الاتفاقيات المتعلقة بالاختصاصات لمجموعة العمل للجيش الفلبيني والجيش الملكي التايلاندي. التزم كلا البلدين بمذكرة التفاهم بشأن التعاون في مكافحة الاتجار غير المشروع بالمخدرات ومذكرة الاتفاق بشأن تبادل المعلمين المحترفين.

## العلاقات الاقتصادية
كان هناك نزاع بين الفلبين وتايلاند بشأن فرض الضرائب على مُصدِّر السجائر السابق الذي يمارس نشاطه التجاري في تايلاند. رُفِعت القضية إلى منظمة التجارة العالمية. أعربت الفلبين في عام 2008 عن انتهاك تايلاند لقانون منظمة التجارة العالمية بشأن انتهاك الجمارك من خلال فرض ضريبة تمييزية مزعومة على صادرات شركة فيليب موريس الفلبينية للسجائر. زعمت تايلاند أن القيمة الجمركية للتصدير لم يُعلن عنها بعد، وأُعلِن أن هذا الادعاء غير قانوني بموجب اتفاقية التقييم الجمركي لمنظمة التجارة العالمية. حكمت ثلاث هيئات قضائية لمنظمة التجارة العالمية لصالح الفلبين.

## زيارة دولة
ذهب جلالة الملك بوميبول أدولياديج والملكة سيريكيت في عام 1963 بزيارة دولة للفلبين استمرت خمسة أيام. زار الرئيس الفلبيني فيدل فالديس راموس تايلاند في ديسمبر عام 1995 تلاه الرئيس جوزيف استرادا في ديسمبر عام 1998. أشارت العديد من الزيارات رفيعة المستوى الأخرى، والاتصال بين الناس، والتعاون في مختلف المجالات إلى العلاقات ذات المنفعة المتبادلة بين البلدين. ذهب الرئيس بنيغنو آكينو الثالث بأول زيارة رسمية له إلى تايلاند في عام 2011، والتقى برئيس الوزراء التايلاندي أبهيسيت فيجاجيفا. هدفت الزيارة إلى زيادة تعزيز العلاقات الثنائية العميقة والقوية بين الفلبين وتايلاند، فضلًا عن التعاون داخل رابطة دول جنوب شرق آسيا (آسيان) من أجل المساعدة في بناء مجتمع آسيان آمن ومزدهر في عام 2015. كان سيُمنح الرئيس التنفيذي تكريمًا احتفاليًا يليق برئيس دولة مثل حفل ترحيب رسمي في مقر الحكومة في دوسيت في بانكوك. زار رئيس الوزراء التايلاندي ينغلاك شيناواترا الفلبين لتسليط الضوء على الذكرى 63 لإقامة العلاقات الدبلوماسية بين الفلبين وتايلاند.